# 糸魚川ブラック焼きそば

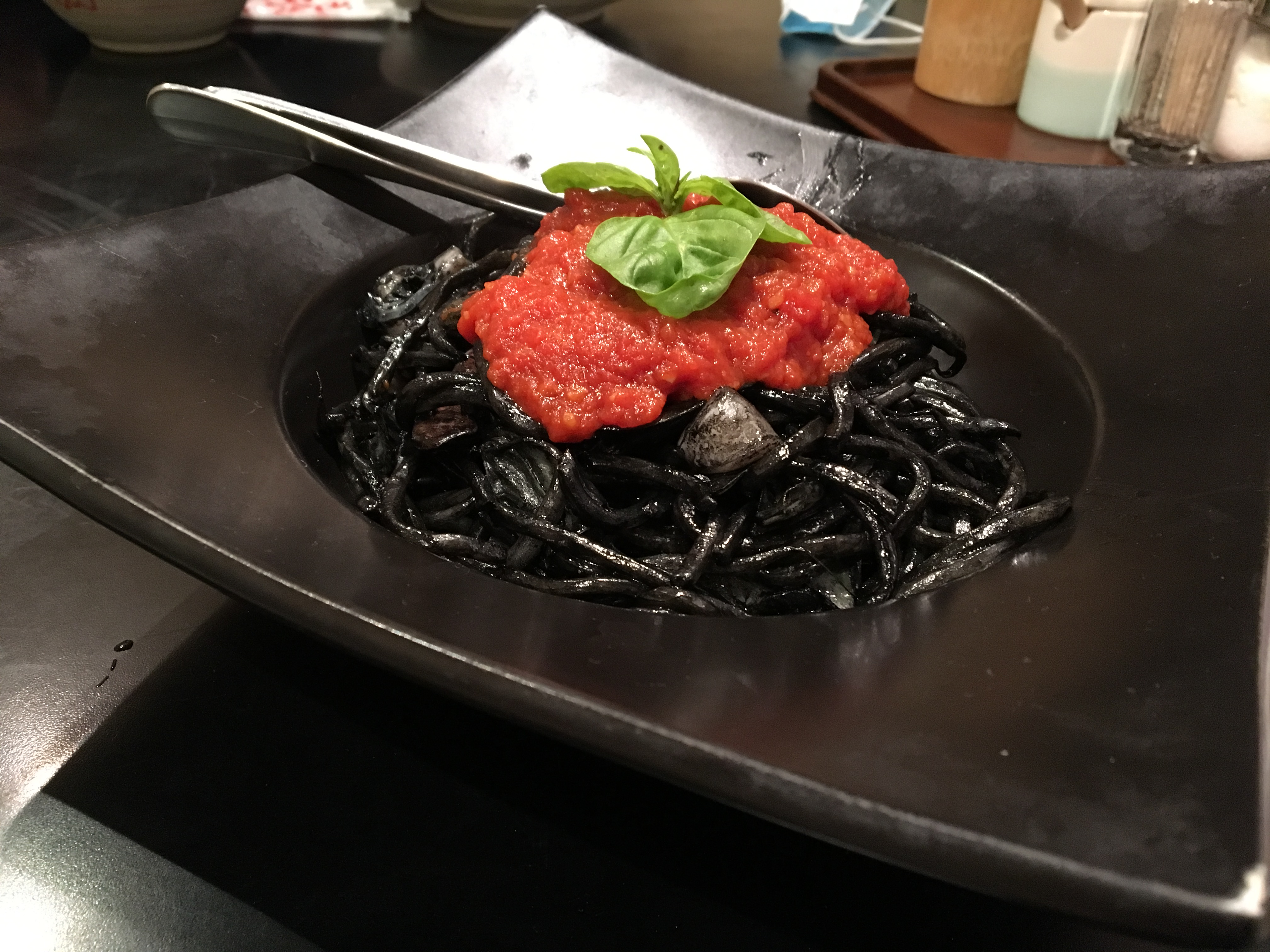
糸魚川市内の飲食店「徳菜光」で提供されている糸魚川ブラック焼きそば（2017年1月5日撮影）

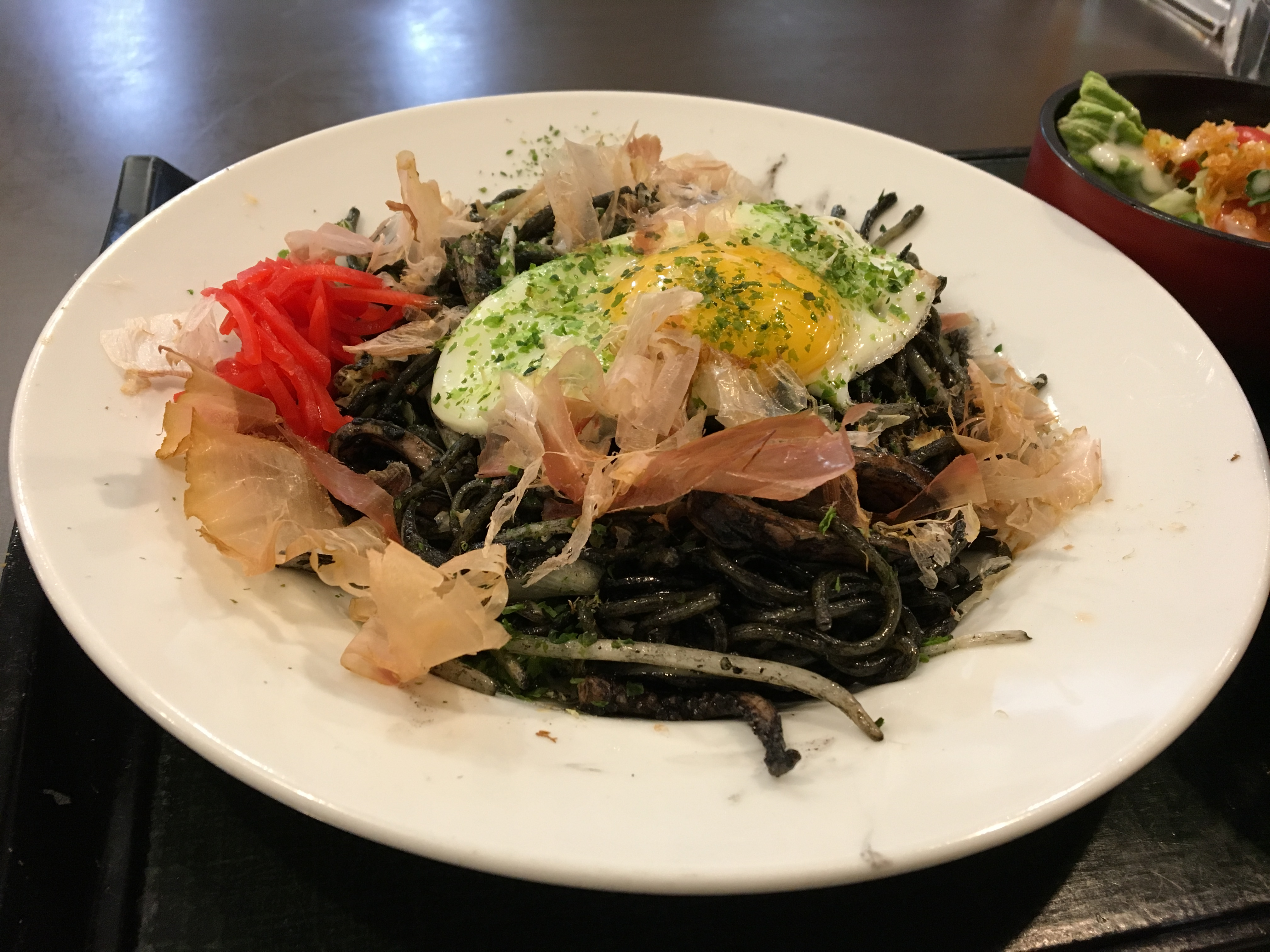
糸魚川市内の飲食店「タウンいとよ」で提供されている糸魚川ブラック焼きそば（2017年1月6日撮影）

糸魚川ブラック焼きそば（いといがわブラックやきそば）は、新潟県糸魚川市で提供される焼きそばで、ご当地グルメの一つである。いわゆるB級グルメに分類される。

## 概要
糸魚川市内の飲食店や旅館・ホテルなどにより結成された「糸魚川うまいもん会」が、食による地域活性化を目指し開発したご当地グルメである。新潟県産のイカを具材に、またイカ墨を調味に使用し、真っ黒な焼きそばに仕上げる。

## 特徴
日本海で獲れる新潟県産のイカを使用していること、イカ墨を麺に絡めインパクトある真っ黒な見た目に仕上げることが特徴である。麺は中華麺を使用することが多いが、日本そばを使用する例もある。イカ以外の具材や味付け、トッピングなどは各店の裁量に任されており、卵焼き・目玉焼き・温泉卵など卵をトッピングするもの、トマトソースをトッピングするもの、チーズを乗せて窯で焼き上げるものもみられる。提供店ごとにバリエーションを設け、観光客らが食べ歩き・食べくらべを楽しめるようにすることで、観光客らの市内での滞在時間を延ばし、再訪を促すことが意図されている。

## 歴史

### 開発
2009年8月21日、糸魚川市の観光振興のため、ご当地グルメのPRを目的として、「糸魚川うまいもん会」が結成された。既存の料理では他地域との差別化が困難であると考えた同会により、地元食材を生かした創作料理として、「糸魚川ブラック焼きそば」が開発された。イカが使用されたのは、糸魚川沖でのイカの供給が年間を通じて安定していること、また糸魚川市の海産物全体のPRにも繋がることを企図してのことであった。
2010年9月15日に「糸魚川ブラック焼きそば」を記者発表、9月23日から、旧糸魚川市地域に所在する飲食店11店舗にて提供開始。9月25日には、初イベントとして「新潟県人会大交流祭」に出品している。

### 発展
2010年12月11日および12日に、新潟市朱鷺メッセで開催された新潟県下最大級の食のイベント「新潟うまさぎっしり博」に出品。9月の提供開始からわずか3ヶ月の出品ではあったが、2日間で2,200食を完売し、来場者による人気投票の結果、新潟県内各地のご当地グルメ全17品中から第1位となる「うま博グランプリ」を受賞した。
2011年4月1日には、能生・青海地域の飲食店も提供を開始し、提供店が26店に拡大した。2011年9月23日から25日まで新発田市月岡温泉で開催された「国際ご当地グルメグランプリin月岡温泉」に出品し、3位に入賞した。
2012年10月6日から7日まで南魚沼市で開催された「国際ご当地グルメグランプリ2012in南魚沼牧之通り」に出品し、人気投票第3位を獲得、開発型ご当地グルメ部門賞を受賞した。
2013年7月1日には、糸魚川うまいもん会の監修のもと、「ヤマザキランチパック　糸魚川ブラック焼きそば風」が発売された。
2015年10月3日から4日まで開催された「国際ご当地グルメグランプリ2015in糸魚川」に出品し、総合グランプリおよび創作部門グランプリを受賞した。

## PR活動

### マスコットキャラクター「ブラック番長」
ブラック番長とは、「糸魚川ブラック焼きそば」をPRするための、イカのマスコットキャラクターである。学ランとサングラスを身につけた、ツッパリ風のいでたちをしている。
2010年11月15日、新潟市内の日本アニメ・マンガ専門学校からの提案でタイアップ制作が開始された。同校の学生25名によるデザイン案の中から投票で決定され、2011年2月27日に公表された。着ぐるみが製作され、各種グルメイベントやおまんた祭り等地域の祭事に現れたり、テレビ番組にも出演したりしている。ペーパークラフトや衣類などの各種グッズも販売されている。

### すゝ麺隊・ 応麺隊
「すゝ麺隊」および「応麺隊」は、いずれも、糸魚川ブラック焼きそばのPR活動を行う集団である。前者は糸魚川地域振興局および糸魚川市の職員を、後者はボランティアとして参加している地域住民を、それぞれ構成員とする。パンフレットの配布、各種イベント出品時の調理活動といった直接的なPRにとどまらず、福祉施設や学校訪問などの幅広い活動を行っている。

### 他地域とのタイアップ
近隣地域のご当地グルメである、妙高市赤倉温泉の「妙高赤倉温泉レッド焼きそば」、上越市の「謙信公 義の塩ホワイト焼きそば」とともに、2012年1月31日、「上越三色同麺」を締結し、グルメイベント「～天下御麺～越後上越 食の嵐in糸魚川」など、タイアップでのPR活動を展開している。